# Union de Kėdainiai

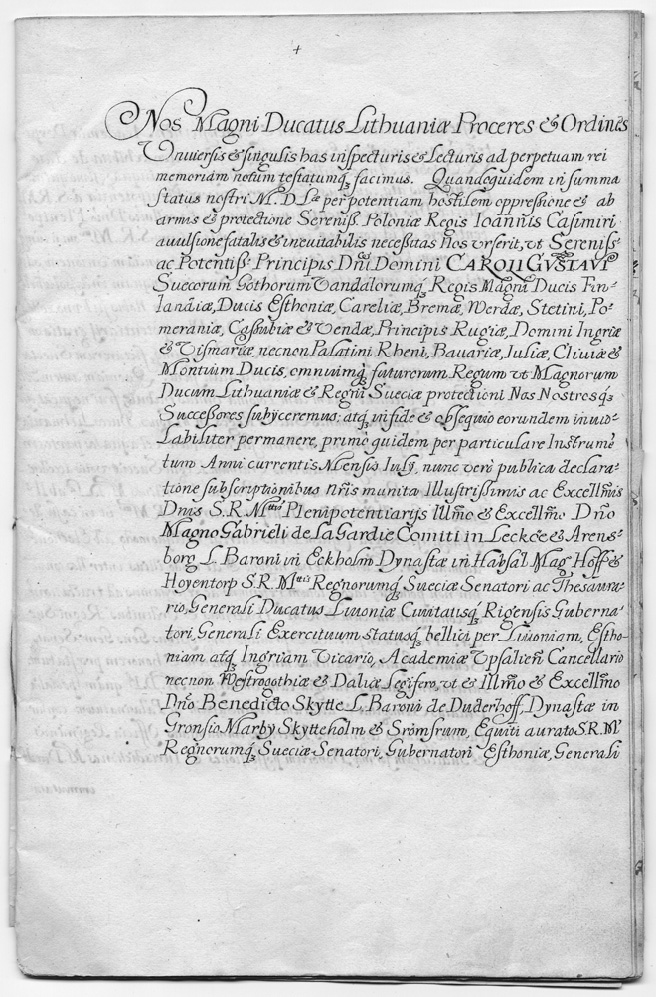
Le texte du traité en Latin

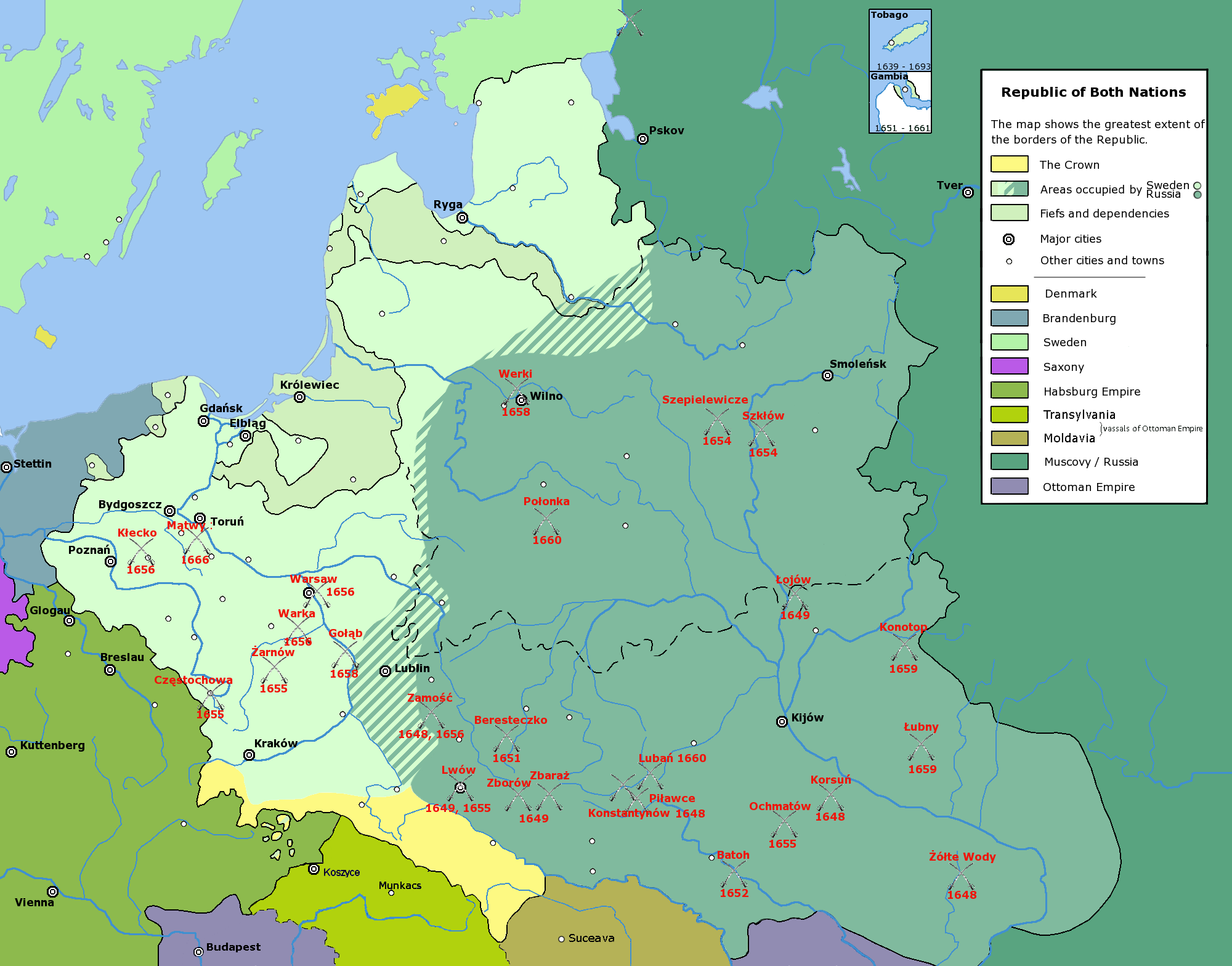
La République pendant le Déluge

L'union de Kėdainiai (ou accord de Kėdainiai, polonais: Umowa Kiejdańska) est un accord entre plusieurs magnats du grand-duché de Lituanie et le roi de l'Empire suédois, Charles X Gustave. Il a été signé le 20 octobre 1655 au cours du « Déluge suédois », qui fait partie de la deuxième guerre du Nord. Contrairement au précédent traité de Kėdainiai du 17 août, qui a mis la Lituanie sous la protection suédoise, le but de l'union suédo-lituanienne est de mettre fin à l'union de la Lituanie avec la Pologne, et de mettre en place deux principautés séparées dans le grand-duché de Lituanie. L'une d'elles doit être gouvernée par la famille Radziwiłł (Radvila), tandis que le reste du duché devait rester un protectorat suédois.
L'accord ne dure pas et n'entre même pas en vigueur, à cause des défaites suédoises dans les batailles de Warka et Prostki ainsi qu'un soulèvement populaire en Pologne et en Lituanie, qui met fin à la fois à la puissance suédoise et à l'influence de la famille Radziwiłł.

## Histoire
La famille Radziwiłł possède de vastes zones de terres en Lituanie et en Pologne et certains de ses membres sont mécontents de l'action des magnats, qui, dans le système politique polono–lituanien ont théoriquement les mêmes droits que la noblesse polonaise. Finalement, les intérêts des clans riches, appelés la « famille », et la Couronne commencent à diverger.
En 1654, au cours de l'invasion suédoise et russe de la Pologne, appelé Déluge, deux princes importants du clan Radziwiłł, Janusz et Bogusław, entament des négociations avec le roi de Suède Charles X Gustave, visant à la dissolution du république des Deux Nations et de l'union de Pologne-Lituanie. À ce moment, la Lituanie est dans la tourmente : elle est attaquée sur deux fronts par la Russie et la Suède, tandis que la révolte des paysans ukrainiens connue sous le nom de soulèvement de Khmelnitski se propage dans les régions du sud du grand-duché près de l'Ukraine. Finalement, la majeure partie de l'armée lituanienne sous commandement polonais capitule devant les Suédois et l'État s'effondre. Une grande part de la couronne polonaise avec l'ouest de la Lituanie sont occupés par les forces suédoises, alors que les Russes s'emparent de la plupart de la Lituanie (à l'exception de Samogitie et d'une partie de Suvalkija et Aukštaitija).

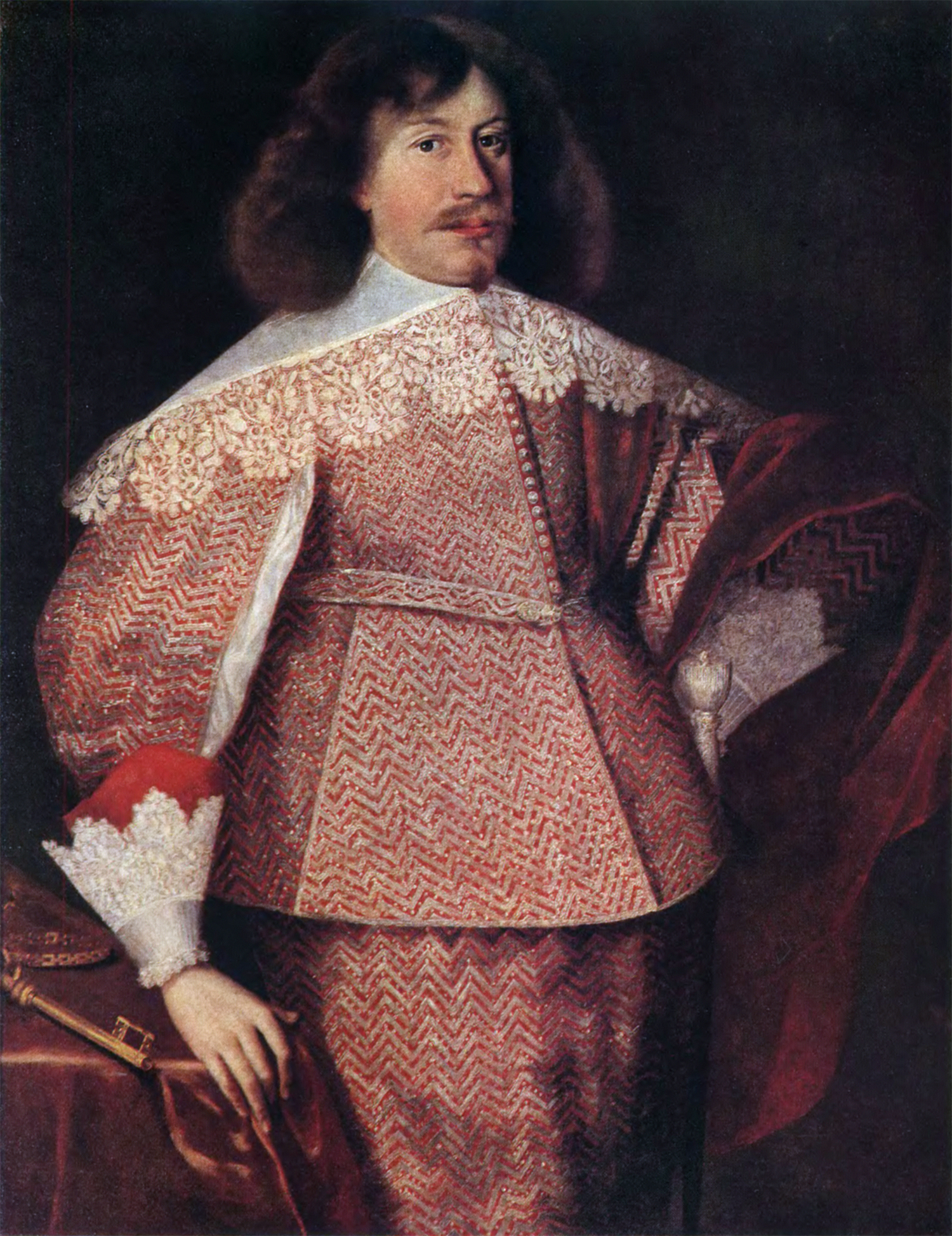
Prince Janusz Radziwiłł

Le 17 août, Janusz Radziwiłł signe le traité de Kėdainiai, en plaçant le grand-duché sous la protection suédoise. Le 10 octobre 1655 (O. S.), Janusz et Bogusław Radziwiłł signent un accord avec les Suédois dans leur château à Kėdainiai. Selon le traité, signé par les deux cousins au nom de toute la noblesse lituanienne, l'union de Pologne-Lituanie est déclarée nulle et non avenue. En échange d'une aide militaire contre la Russie, le grand-duché de Lituanie devient un protectorat de la Suède, avec une union personnelle joignant les deux États. En outre, La Famille devait être donnée à deux principautés souveraines découpées d'après le tracé de leurs terres à l'intérieur du grand-duché et la noblesse lituanienne conserve ses libertés et privilèges.
L'accord n'est jamais entré en vigueur. Son principal promoteur, Janusz Radziwiłł, est décédé 2 mois seulement après la signature, le 31 décembre au château de Tykocin, qui était alors assiégé par les forces fidèles au roi de Pologne et au grand-duc de Lituanie Jean II Casimir. Le château est pris peu de temps après par Paweł Jan Sapieha, qui succède immédiatement à Janusz Radziwiłł dans le rôle de grand hetman de la Lituanie. Le vent de la guerre tourne bientôt et un soulèvement populaire en Pologne brise la puissance de l'armée suédoise. L'occupation suédoise de la Lituanie déclenche un soulèvement semblable en Lituanie. La défaite suédoise et la retraite finale de tous les territoires de la république termine abruptement les plans du cousin de Janusz, Bogusław, qui a perdu son armée dans la bataille de Prostki et meurt en exil à Königsberg le 31 décembre 1669.
Avec le décès des deux cousins, la fortune de la famille Radziwiłł a diminué. Bogusław devient généralement connu comme Gnida ('Toto') par ses compagnons nobles tandis que Janusz est appelé Zdrajca (le « traître »). Leur trahison contre la République a largement éclipsé les œuvres de nombreux autres membres de la famille de la prochaine génération, y compris Michał Kazimierz Radziwiłł (1625-1680), qui a servi fidèlement contre les Suédois.

## Bilan
Bien que considéré comme un acte de trahison par les contemporains, les vues modernes sur l'accord suèdo-lituanien diffèrent. Certains prétendent que l'accord avec les Suédois a été dicté par Janusz Radziwiłł non par cupidité et ambition politique, mais plutôt en raison de la Realpolitik. Selon une autre théorie, Janusz Radziwiłł a simplement tenté de se procurer un allié de taille contre la Russie. Le grand-duché de Lituanie n'a pas les moyens de lutter dans une guerre sur deux fronts, et la couronne de Pologne, qui à cette époque a ses propres problèmes graves, a été en mesure de fournir uniquement des moindres quantités d'argent et de forces militaires. En fin de compte, Janusz Radziwiłł a fait son choix peut-être à tort car les Suédois se sont avérés ne pas être beaucoup mieux que les Russes.

## Sources